# Benry Ulloa Morera
Pour les articles homonymes, voir Morera.
Berny Ulloa Morera ou Benry Ulloa Morera ou Benny Ulloa Morera, né le 5 août 1950 est un arbitre costaricien de football.

## Carrière
Il a officié dans des compétitions majeures : 
- Coupe du monde de football des moins de 20 ans 1985 (2 matchs)
- Coupe du monde de football de 1986 (1 match)
- Coupe du monde de football des moins de 16 ans 1987 (3 matchs)
- Gold Cup 1993 (1 match)